# Solguldstekel
Solguldstekel (Chrysis scutellaris) är en art i insektsordningen steklar som tillhör släktet eldguldsteklar (Chrysis) och familjen guldsteklar (Chrysididae).

## Kännetecken
Solguldstekeln har en kroppslängd på 6 till 9 millimeter. Dess färg på mellankroppen är grönblå med guldaktiga fläckar och guldglänsande skutell. Även bakkroppen har en guldaktig färg, förutom spetsen som är blågrön. Vingarna är genomskinliga.

## Utbredning
Solguldstekeln finns i Algeriet, Egypten och Europa, från Frankrike och österut till Ungern samt från Medelhavet och norrut till södra Sveriges kusttrakter. Norr om Alperna är dess utbredning dock väldigt oregelbunden och arten att betrakta som sällsynt. 

### Status
I Sverige är solguldstekeln klassad som starkt hotad av ArtDataBanken. Den har endast hittats på fem olika platser i Skåne sedan 1830-talet. Senaste fyndet av arten gjordes år 2003. De största hoten mot arten är habitatförlust och populationsminskning hos dess värdbin. Solguldstekeln är rödlistad också i Tyskland.

## Levnadssätt
Solguldstekelns habitat är varma, öppna och gärna sandiga områden. I Sverige har de flesta exemplaren påträffats på sandmarker nära havet, från slutet av juni till början av augusti. Tidigare har många sådana områden ofta betats av boskap och därmed hållits öppna. Under de senaste decennierna har dock betet på många håll minskat, vilket har gjort att tallskog och buskvegetation tagit över. Eftersom solguldstekeln parasiterar bin, troligen solitära murarbin och tapetserarbin, kan detta ha haft ogynnsam inverkan på arten, då blomsterrikedomen och därmed också födan för dess värdar minskat. Exakt vilka arter av bin solguldstekeln parasiterar i Sverige är dock ännu inte känt. Uppgifter från andra delar av utbredningsområdet säger att solguldstekeln som imago gärna håller till i blommor och att den ofta söker skydd för natten i torra växtstänglar.